# مونیکا آیوس
مونیکا آیوس (انگلیسی: Mónica Ayos; ۱۹ ژوئن ۱۹۷۲) بازیگر اهل آرژانتین بود.
از فیلم‌ها یا برنامه‌های تلویزیونی که وی در آن نقش داشته است می‌توان به امپراتوری فرانک اشاره کرد.